# Rysslands luft- och rymdförsvarsstridskrafter
Rysslands luft- och rymdförsvarsstridskrafter bildades 2015 som en ny försvarsgren genom en sammanslagning  av Rysslands flygvapen och Rysslands rymdstridskrafter.

## Organisation
- Rysslands flygvapen
- Rysslands luftförsvars- och robotförsvarsstridskrafter